# عرب الأطاولة (أسيوط)
قرية عرب الأطاولة هي إحدى القرى التابعة لمركز الفتح في محافظة أسيوط في جمهورية مصر العربية. حسب إحصاءات سنة 2006، بلغ إجمالي السكان في عرب الأطاولة 18748 نسمة، منهم 9479 رجلاً و9269 امرأة.